# سیدی عیاد (استان بجایه)
سیدی عیاد (استان بجایه) (به عربی: سيدي عياد) یک شهرداری در الجزایر است که در استان بجایه واقع شده‌است.